# Manager van het Jaar
Manager van het Jaar is een prijs die jaarlijks wordt uitgereikt door het Vlaams financieel-economisch tijdschrift Trends in samenwerking met de Vlaamse Management Associatie (vMA). De prijs wordt elk jaar begin januari toegekend op basis van stemmen van de lezers en bekroont een Vlaamse manager. De lezers kunnen in het algemeen kiezen uit tien namen, die werden geselecteerd door een jury van experts in de zakenwereld en journalisten van het tijdschrift. 
Op hetzelfde moment wordt ook de Franstalige tegenhanger van de prijs, Manager de l'année, uitgereikt door de Franstalige afdeling van het tijdschrift (Trends-Tendances) aan een Franstalige manager.

## Winnaars

### Manager van het Jaar
- 1985: John Cordier (Telindus)
- 1986: Luc De Bruyckere (Ter Beke)
- 1987: Fernand Huts (Katoen Natie)
- 1988: Hugo Vandamme (Barco)
- 1989: Patrick Depuydt (Velda, Val-Saint-Lambert)
- 1990: Luc Van Nevel (Samsonite)
- 1991: Luc Bertrand (Ackermans & van Haaren)
- 1992: Jo Colruyt (Colruyt)
- 1993: Aimé Desimpel (Desimpel)
- 1994: Karel Vinck (Bekaert)
- 1995: Johan Mussche (Spector)
- 1996: Jo Lernout en Pol Hauspie (Lernout & Hauspie)
- 1997: Rose Claeys en Albert Bert (Kinepolis)
- 1998: Jan Huyghebaert (Almanij)
- 1999: Stijn Bijnens (Netvision)
- 2000: Luc Vansteenkiste (Recticel)
- 2001: Theo Dilissen (Real Software)
- 2002: Jef Colruyt (Colruyt)
- 2003: Martine Reynaers (Reynaers Aluminium)
- 2004: Ajit Shetty (Janssen Pharmaceutica)
- 2005: Jan Callewaert (Option)
- 2006: Philippe Vlerick (UCO, Bic Carpets)
- 2007: André Bergen (KBC)
- 2008: Hans Bourlon en Gert Verhulst (Studio 100)
- 2009: Bert De Graeve (Bekaert)
- 2010: Michel Moortgat (Duvel Moortgat)
- 2011: Duco Sickinghe (Telenet)
- 2012: Eric Van Zele (Barco)
- 2013: Ronnie Leten (Atlas Copco)
- 2014: Luc Tack (Picanol en Tessenderlo Chemie)
- 2015: Chris Van Doorslaer (Cartamundi)
- 2016: Bart De Smet (Ageas)
- 2017: Michèle Sioen (Sioen Industries)
- 2018: Johan Thijs (KBC)
- 2019: Onno van de Stolpe (Galapagos)
- 2020: Dirk Coorevits (Soudal)
- 2021: Chris Peeters (Elia)
- 2022: Rika Coppens (House of HR)
- 2023: Lieve Mostrey (Euroclear)
- 2024: Gert Bervoets (H.Essers)

### Manager de l'Année
- 1985: Albert Frère (GBL)
- 1986: Lionel Van den Bossche (Siemens België)
- 1987: Philippe Bodson (Glaverbel)
- 1988: Philippe Delaunois (Cockerill-Sambre)
- 1989: Georges Gutelman (TEA)
- 1990: Gui de  Vaucleroy (Delhaize Group)
- 1991: Daniel Janssen (Solvay)
- 1992: Michel Petit (Upignac)
- 1993: Maurice Lippens (Fortis)
- 1994: Jean Galler (chocolaterie Galler)
- 1995: Jean-Claude Logé (Systemat)
- 1996: Jean Stéphenne (SmithKline België)
- 1997: Pierre Mottet en Yves Jongen (IBA)
- 1998: Georges Jacobs (UCB)
- 1999: Pierre-Olivier Beckers (Delhaize Group)
- 2000: Christian Jacqmin (SONACA)
- 2001: Pierre De Muelenaere (IRIS)
- 2002: Luc Willame (Glaverbel)
- 2003: Marie-Anne Belfroid (groupe Ronveaux)
- 2004: Laurent Minguet en Pierre L'Hoest (EVS)
- 2005: Pierre Cuisinier (Caterpillar België)
- 2006: Axel Miller (Dexia)
- 2007: Eric Domb (Parc Paradisio)
- 2008: Paul-François Vranken (Vranken-Pommery Monopole)
- 2009: Nicolas Steisel en Frédéric Rouvez (EXKi)
- 2010: John Mestdagh en Eric Mestdagh (Groupe Mestdagh)
- 2011: François Fornieri (Mithra Pharmaceuticals)
- 2012: Eric Everard (Artexis Group)
- 2013: Marc du Bois (Spadel)
- 2014: Louis-Marie Piron (Thomas & Piron)
- 2015: Dominique Leroy (Proximus)
- 2016: Marc Raisière (Belfius)
- 2017: Jean-Pierre Lutgen (Ice-Watch)
- 2018: Jean-Jacques Cloquet (Brussels South Charleroi Airport)
- 2019: Yvan Verougstraete (Medi-Market)
- 2020: Fabien Pinckaers (Odoo)
- 2021: Sébastien Dossogne (Magotteaux)
- 2022: Diane Govaerts (Ziegler)
- 2023: Michaël Labro (PMSweet)
- 2024: Laurent Louyet (Louyet Group)